# 왕과 사는 남자
왕과 사는 남자는 개봉 미정인 대한민국의 영화이다.

## 줄거리
왕위에서 쫓겨나 유배된 어린 선왕을 보살피는 유배지 촌장과 마을 사람들의 이야기

## 출연진
- 유해진
- 박지훈
- 유지태
- 전미도
- 김민
- 이준혁 (특별출연)
- 박지환 (특별출연)

## 참고 사항
- 유지태, 이준혁은 KBS 2TV 월화드라마 《스타의 연인》 이후로 16년만에 재회하는 작품이다.
- 이준혁, 박지환은 2023년에 개봉한 천만영화 《범죄도시3》 이후로 2년만에 재회하는 작품이다.